# Jean Hatzfeld

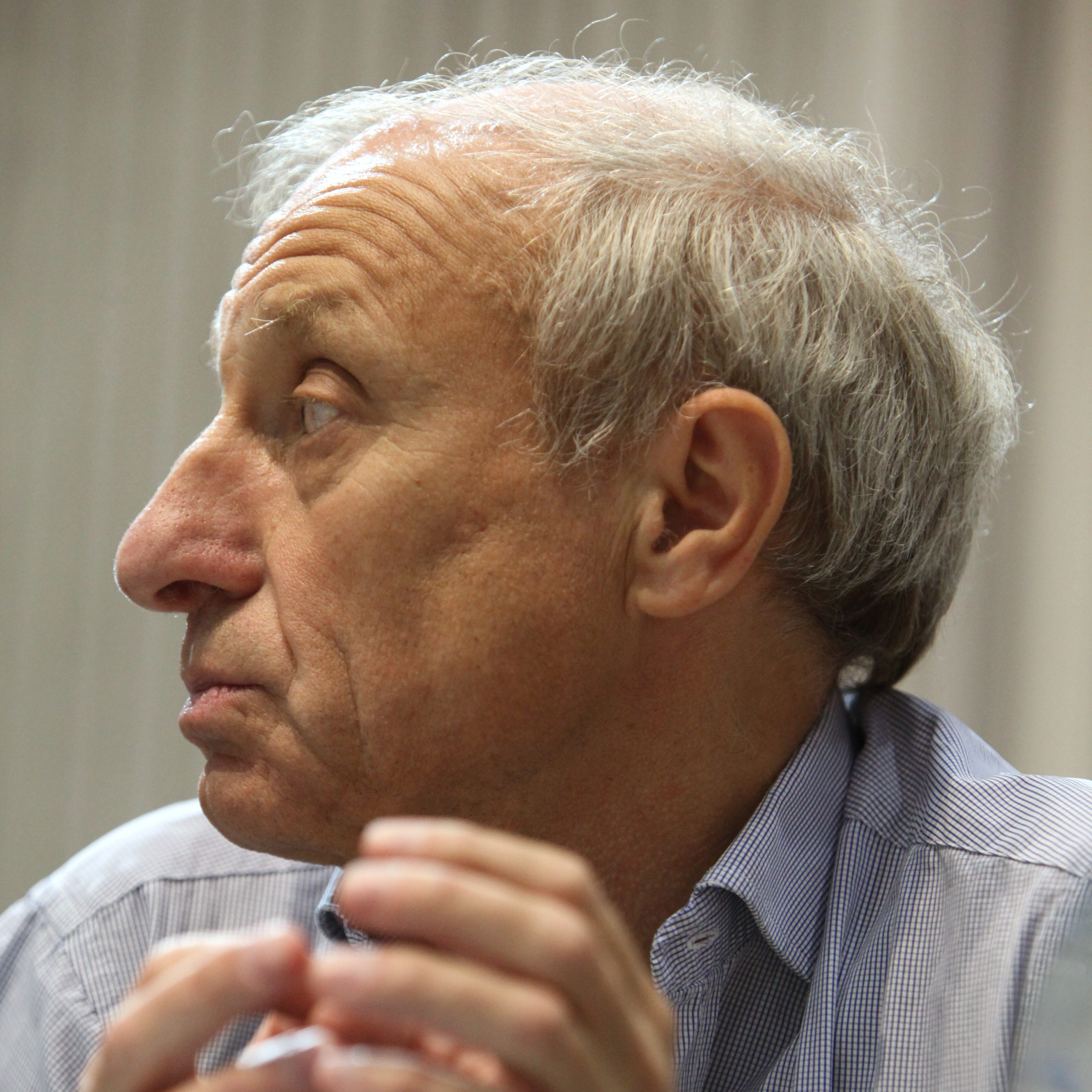
Jean Hatzfeld (2011)

Jean Hatzfeld (geboren 1949 in der französischen Kolonie Madagaskar) ist ein französischer Journalist und Schriftsteller.

## Leben
Jean Hatzfeld ist ein Enkel des Gräzisten Jean Hatzfeld und Sohn des Historikers Olivier Hatzfeld und der Maud Hatzfeld, Protestanten jüdischer Herkunft. Er wuchs in Le Chambon-sur-Lignon auf. 1976 wurde er Journalist bei der Zeitung Libération und baute dort zunächst das Sportressort auf. Er wechselte in das Ressort Politik und berichtete über zwanzig Jahre als Kriegskorrespondent über Konflikte im Nahen Osten, auf dem Balkan und in Afrika. Aus den Erfahrungen und den Zeitungsartikeln entstanden verschiedene Sachbücher und einige Romane.
Hatzfeld erlitt 1992 bei der Berichterstattung in Bosnien lebensgefährliche Schussverletzungen. Im Juni 1994 verließ er Sarajewo, um über die Fußball-Weltmeisterschaft in den USA zu berichten. Er fuhr danach nach Ruanda, wo zwischen Mai und Juli die Mordaktionen der Hutu viele Opfer unter den Tutsi gefunden hatten. Er hielt sich zwei Monate im Land auf. 1998 ließ er sich für ein Jahr bei der Libération beurlauben, fuhr erneut nach Ruanda und führte Gespräche mit überlebenden Tutsi, woraus der Bericht Dans le nu de la vie entstand, der im Jahr 2000 erschien. Als im Jahr 2003 ein Großteil der Täter amnestiert wurde, führte er Interviews mit diesen und veröffentlichte diese und seine Analyse in dem Buch Stratégie des antilopes.
Hatzfelds Texte wurden für Theateraufführungen bearbeitet und unter anderem beim Festival d'Avignon auf die Bühne gebracht.

## Auszeichnungen (Auswahl)
- 1994: Prix Décembre für L'Air de la guerre
- 2000: Prix France Culture für Dans le nu de la vie
- 2003: Prix Femina für Une saison de machettes
- 2004: Prix Joseph-Kessel für Une saison de machettes
- 2007: Prix Médicis für La stratégie des antilopes
- 2010: Ryszard-Kapuścińki-Preis für literarische Reportagen für La stratégie des antilopes

## Werke (Auswahl)
- L'Air de la guerre: sur les routes de Croatie et de Bosnie-Herzégovine. Reportage. Paris: L'Olivier, 1994 ISBN 2-02-023213-8.
- La Guerre au bord du fleuve. Roman. Paris: L'Olivier, 1999 ISBN 2-87929-338-3.
- Dans le nu de la vie: récits des marais rwandais. Paris: Le Seuil, 2000 ISBN 2-02-053056-2.
  - Nur das nackte Leben. Berichte aus den Sümpfen Ruandas. Übersetzung Karl-Udo Bigott. Haland und Wirth, Gießen 2004, ISBN 3-89806-933-8.
- Une saison de machettes. Reportage. Paris: Le Seuil, 2003 ISBN 2-02-067913-2.
  - Zeit der Macheten. Gespräche mit den Tätern des Völkermordes in Ruanda. Übersetzung Karl-Udo Bigott. Haland und Wirth im Psychosozial-Verlag, Gießen 2004, ISBN 3-89806-932-X.
- La Ligne de flottaison. Roman. Paris: Le Seuil, 2005.
- La stratégie des antilopes. Paris: Le Seuil, 2007.
- Où en est la nuit. Paris: Gallimard, 2011.
- Robert Mitchum ne revient pas. Paris: Gallimard, 2013.
- Englebert des collines. Paris: Gallimard, 2014.
  - Plötzlich umgab uns Stille: das Leben des Englebert Munyambonwa. Übersetzung Ahlrich Meyer. Berlin: Wagenbach, 2016, ISBN 978-3-8031-2751-8.
- Un papa de sang. Paris: Gallimard, 2015.